# Вавудис, Никос
Никос Вавудис (греч. Νίκος Βαβούδης подпольные псевдонимы Герасимос, Куфо́с (глухой):254, Райко, Иваноф I; 1906, Российская империя — 15 ноября 1951, Калитея, Греция) — «легендарная фигура» в истории Коммунистической партии Греции, секретарь Рабочего центра Пирея, майор интербригад в годы гражданской войны в Испании, член советской миссии при  Народно-освободительной армии Греции в 1944 году, один из руководителей коммунистического подполья и его радист после Гражданской войны в Греции. Его смерть (самоубийство) отмечается историографией на фоне громких процессов и расстрелов коммунистов Никоса Плумбидиса и Никоса Белоянниса.

## Молодость
Родился в 1906 году (по другим источником в 1903 году) в Российской империи. Его отец происходил из городка Мандамадос, расположенного на греческом острове Лесбос, а мать была русской. Семья вернулась в Мандамадос, где Вавудис провёл свои детские годы.
Окончив школу, он отправился в Пирей, где работал на кожевенной фабрике. В Пирее, в 1927 году, он стал членом компартии, а затем деятелем рабочего движения и секретарём Рабочего центра Пирея:272.

## Побег из тюрьмы и пребывание в Советском Союзе
Вавудис был арестован в 1933 году, в соответствии с законом 1929 года, именуемом Идионимо, согласно которому сторонники коммунистической идеологии преследовались в уголовном порядке. Вавудис был осуждён на 4 года и был заключён в тюрьму на острове Эгина. В мае 1934 года Вавудис и ещё 7 заключённых членов компартии совершили побег.
Вместе с Вавудисом бежали: бывший депутат парламента Клидонарис, Апостолос, бывший представитель КПГ в Коминтерне и будущий комиссар  Греческой роты интербригад в Испании Димитрис Сакарелос, Э. Томазос, Κ. Фларакос, М. Дулгерис, А. Дервисоглу и К. Сарикас.
Все восемь бежавших коммунистов впоследствии приняли участие в Гражданской войне в Испании, в составе интербригад.
Беглецы были отправлены морем в Союз Советских Социалистических Республик, с помощью подпольной сети компартии Греции и советского посольства.
Прибыв в Москву, Вавудис поступил в Коммунистический университет трудящихся Востока имени И. В. Сталина (КУТВ).

## Испания

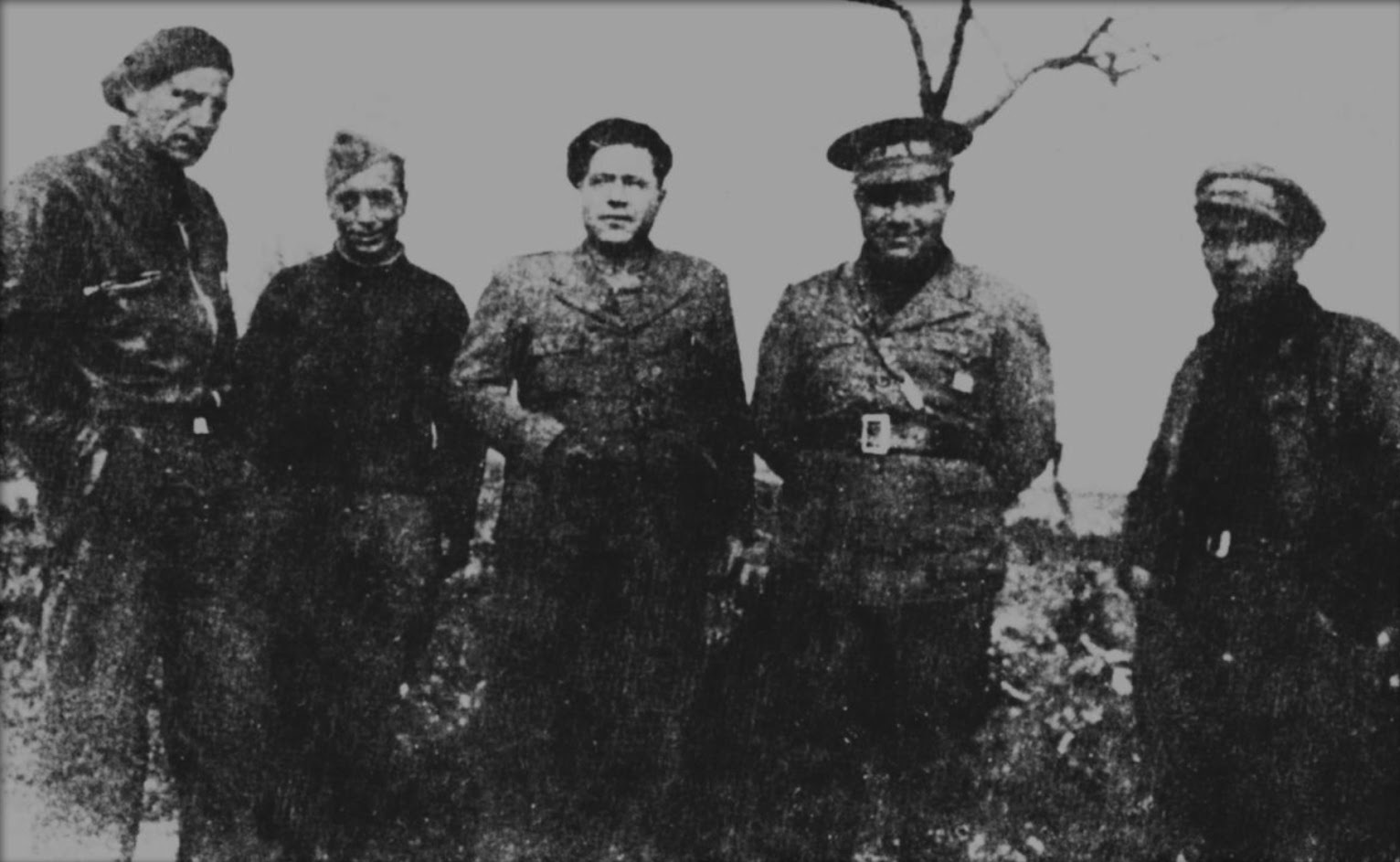
Греческие добровольцы в Испании. Слева направо – Д. Сакарелос, П. Пантелиас, П. Айвадзис, А. Делияннис и Н. Вавудис

Вавудис принял участие в гражданской войне в Испании, в звании майора и в составе балканского батальона  имени Димитрова, а затем в греческой роте интербригад, которая первоначально именовалась «рота Никос Захариадис», в честь заключённого генсека компартии Греции.
После поражения республиканцев Вавудис перебрался во Францию, а затем вернулся в СССР.

## Вторая мировая война
Вавудис принял участие в партизанском движении на территории СССР. Был в составе советской миссии в Югославии и воевал в рядах югославских партизан до 1944 года.
В июле 1944 года он прибыл на территорию Греции, освобождённую Народно-освободительной армией Греции, в составе советской миссии, которую возглавлял полковник Григорий Попов.
Вавудис был единственным греческим гражданином в числе 8 членов миссии:720.

## Подполье
Вавудис остался в Греции и в годы Гражданской войны был радистом в центральном аппарате партии.
После поражения Демократической армии остался работать в подполье в греческой столице.
В марте 1949 года, за 5 месяцев до окончания Гражданской войны, охранкой была раскрыта партийная организация Афин и Пирея. Руководитель организации,  Стергиос Анастасиадис, был расстрелян в конце войны, 22 сентября 1949 года.
Организация была восстановлена Никосом Плумбидисом. Заметную роль в восстановлении организации сыграл Вавудис:246.
Вавудис выполнял также функцию радиста, поддерживая связь с руководством партии, находившимся вне Греции.
Вавудис обосновался со своей рацией в доме коммуниста Никоса Калуменоса, по улице Ликурга 39, Калитея.
14 ноября 1951 года была запеленгована рация партийной организации в афинском районе Глифада и были арестованы И. Аргириадис и К. Далла.
Рация Вавудиса была запеленгована на следующий день, 15 ноября:706.
Охранка и жандармерия, возглавляемая министром внутренних дел Рентисом, совершила налёт на дом Калуменоса.
Вавудис, живший и работавший в подвале дома, сжёг все документы и коды.
После чего, выстрелом в голову, покончил жизнь самоубийством
16 ноября  Никос Белояннис и его товарищи были приговорены к смерти. «Дело раций» стало аргументом в выдвинутом Белояннису обвинении в организации «шпионской сети» на повторном суде в марте 1952 года.

## Партийное обвинение и реабилитация
Находившийся в эмиграции генсек компартии,  Никос Захариадис, сделал заявления, что и Вавудис, и Никос Плумбидис являлись агентами охранки и что самоубийство первого и последовавший расстрел второго были виртуальными.
Через несколько лет 7-й расширенный Пленум ЦК КПГ (18—24 февраля 1957) принял решение вывести Н.Захариадиса из состава ЦК КПГ и исключить его из рядов партии «как антипартийного, фракционистского, антиинтернационалистского, вражеского элемента».
Одновременно обвинения против Вавудиса были отменены.
По прошествии многих лет и обвинитель (Захариадис), и обвиняемый (Вавудис) были реабилитированы партией.
Всегреческая конференция компартии 2011 года, в числе других, приняла решения о партийной реабилитации  Никоса Захариадиса и Никоса Вавудиса и политической реабилитации  Ариса Велухиотиса:10.
Памятные церемонии в честь коммуниста Вавудиса состоялись в Афинах и в Мантадос на острове Лесбос